# Efigenio Favier
Efigenio Favier Sando (26 marzo 1959) è un ex schermidore cubano.

## Biografia
Ha partecipato ai Giochi della XXII Olimpiade di Mosca nel 1980.

## Palmarès
In carriera ha conseguito i seguenti risultati:
- Mondiali di scherma

Vienna 1983: bronzo nel fioretto a squadre.
- Giochi Panamericani:

San Juan 1979: oro nel fioretto a squadre.
Caracas 1983: oro nel fioretto a squadre ed individuale.
Indianapolis 1987: oro nel fioretto a squadre.